# Estilos pompeyanos

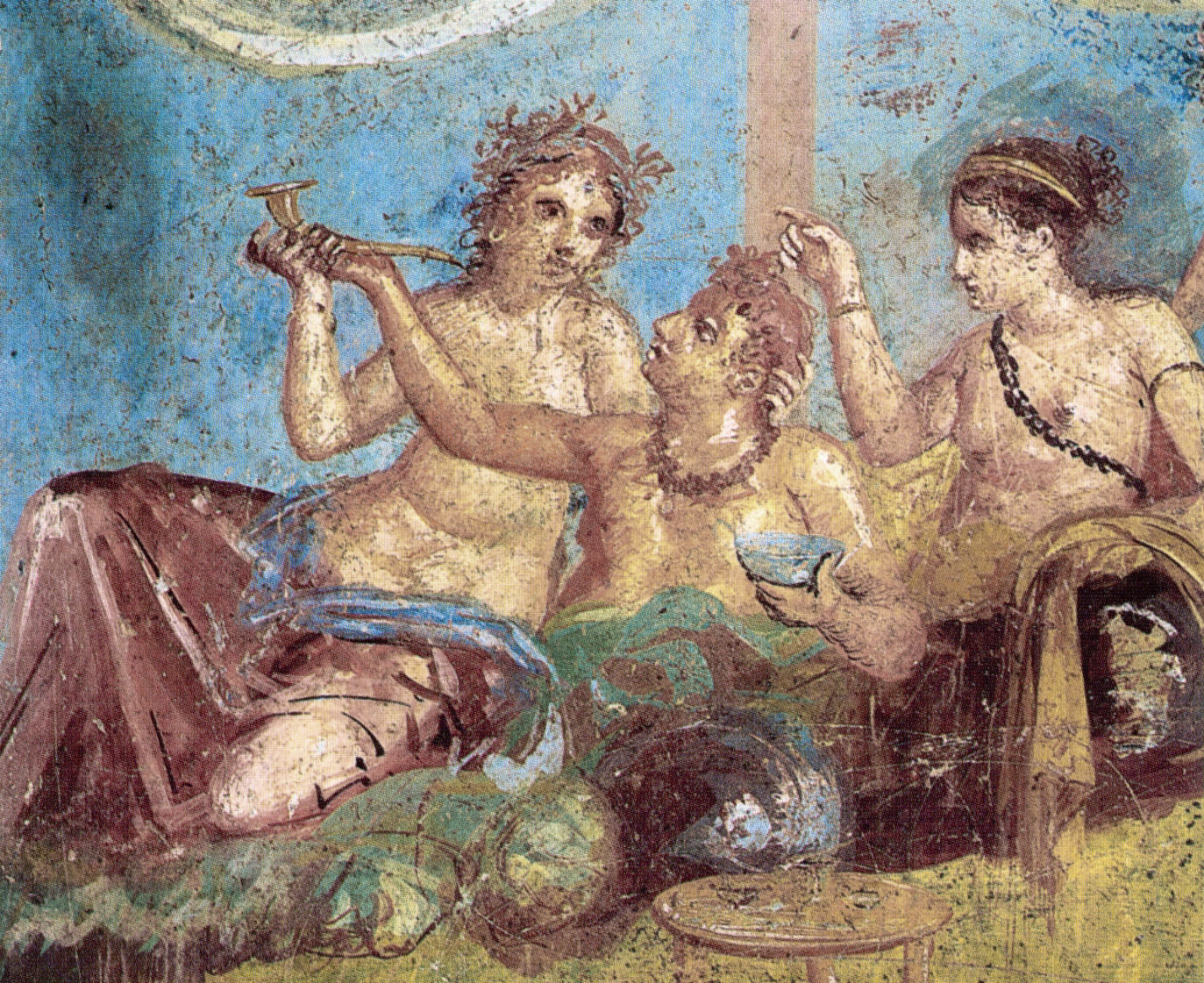
Fresco romano con una escena de banquete de la Casa de los Castos Amantes, Pompeya

Los estilos pompeyanos son cuatro periodos que se distinguen en la pintura mural romana antigua. Fueron definidos y descritos originalmente por el arqueólogo alemán August Mau (1840-1909) a partir de la excavación de pinturas murales en Pompeya, que es uno de los mayores grupos de frescos romanos que se conservan.
Los estilos de las pinturas murales han permitido a los historiadores del arte delimitar las fases de la decoración de interiores hasta el momento de la erupción del Vesubio en el año 79 entre los cambios estilísticos del arte romano de finales del periodo republicano y el periodo augústeo.
Los cuatro estilos principales de pintura mural romana definidos son: incrustación, arquitectónico, ornamental e ilusionista. Cada estilo que sigue al primero contiene aspectos de los estilos anteriores. Los dos primeros estilos (incrustación y arquitectónico) son de época republicana (relacionados con la pintura mural griega helenística) y los dos últimos (ornamental e ilusionista) de época imperial.

## Historia
Se han hallado pinturas murales romanas en edificios, casas particulares y villas de todo el imperio romano. Normalmente, los cuadros eran frescos pintados sobre yeso mientras éste se secaba. En el siglo I a. C. se desarrollaron diferentes estilos pictóricos. Los diseños podían ir desde los detalles más realistas hasta las representaciones más impresionistas, que a menudo cubrían todo el espacio disponible. La inspiración procedía de la mitología, los paisajes y otros intereses.

### Primer Estilo: Incrustación

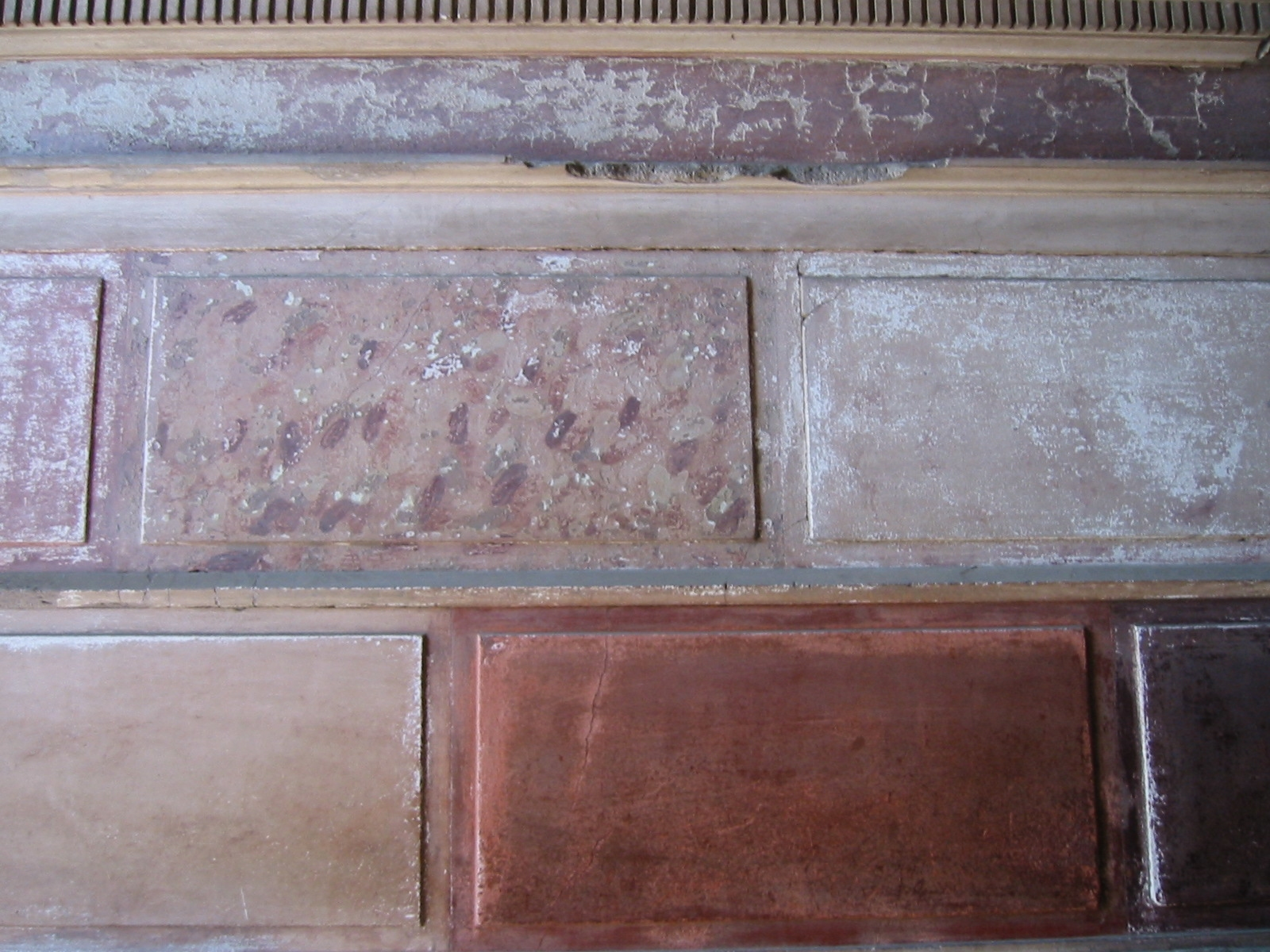
Fresco del primer estilo, en la Casa Samnita de Herculano

El Primer Estilo, también denominado estructural, de incrustación o de mampostería, se data tradicionalmente entre el 200 a. C. y el 80 a. C., pero fuera de Pompeya ya existía mucho antes, desde finales del siglo V a. C. Se caracteriza por la simulación en trampantojo del mármol. El aspecto marmóreo se adquiría mediante el uso de molduras de estuco, que hacían que partes de la pared parecieran levantadas. Otros elementos simulados (por ejemplo, discos de alabastro suspendidos en líneas verticales, vigas «de madera» en amarillo y «pilares» y «cornisas» en blanco), y el uso de colores vivos, se consideraban signos de riqueza. Los que no eran tan ricos utilizaban principalmente variaciones de los colores amarillo, morado y rosa.
Este estilo refleja la difusión de la cultura helenística, ya que Roma interactuó y conquistó estados griegos y helenísticos en este periodo. También se encuentran reproducciones murales de pinturas griegas. Este estilo dividía la pared en varios motivos multicolores que sustituían a la piedra tallada, extremadamente cara. El Primer Estilo también se utilizaba con otros estilos para decorar las secciones inferiores de los muros que no se veían tanto como los niveles superiores.
Los ejemplos del primer estilo se extendieron por gran parte del Mediterráneo. Los más famosos son los de Herculano y Pompeya, como la pintura mural de la Casa Samnita de Herculano (finales del siglo II a. C.), o los de la Casa del Fauno y la Casa de Salustio en Pompeya.

### Segundo Estilo: Arquitectónico

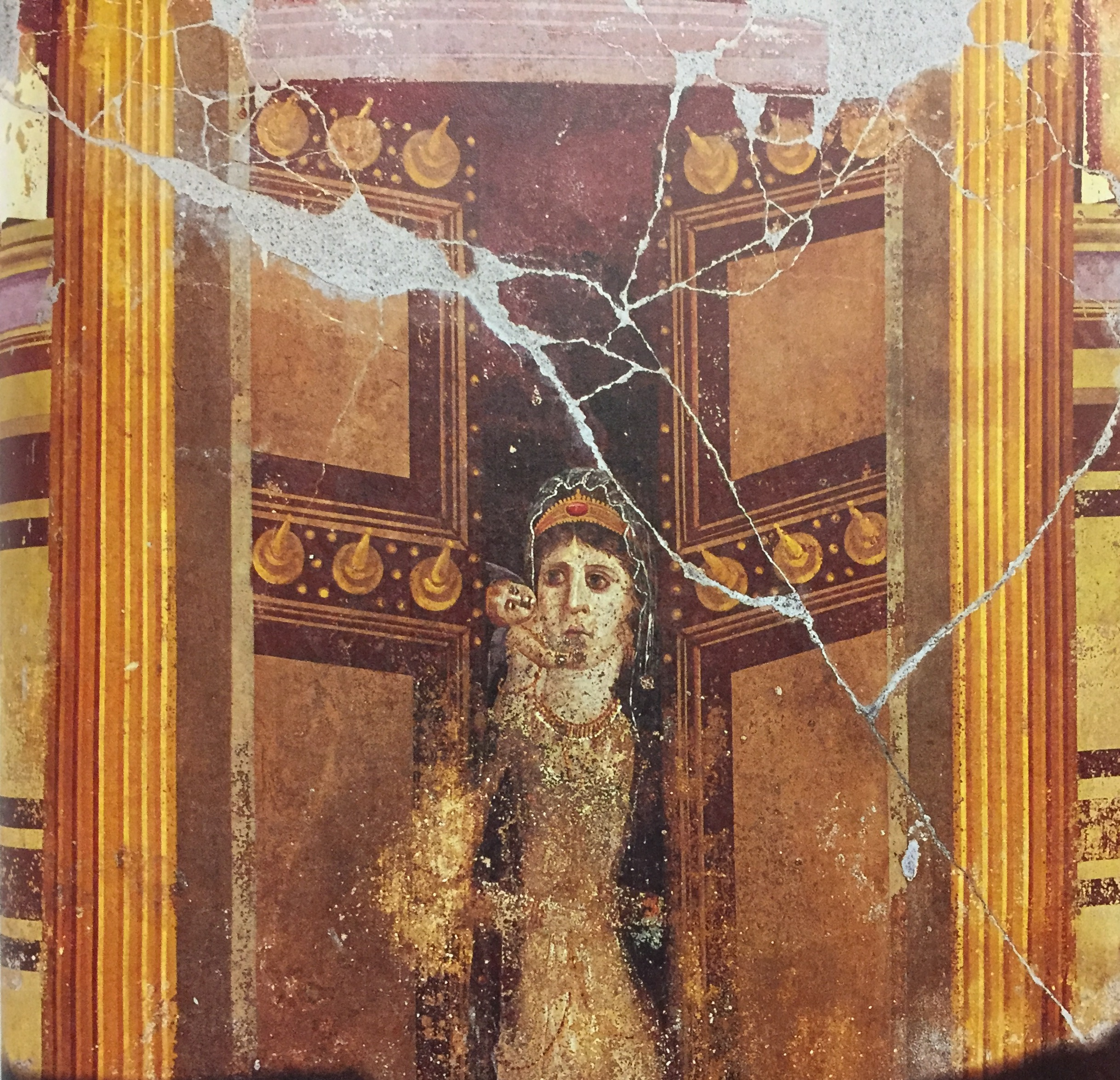
Pintura romana de Segundo Estilo en la casa de Marco Fabio Rufo en Pompeya, que representa a Cleopatra VII como Venus Genitrix y a su hijo Cesarión como cupido, mediados del

El Segundo Estilo, arquitectónico, dominó el siglo I a. C., y en él los muros se decoraban con elementos arquitectónicos y composiciones trampantojo. Al principio, los elementos de este estilo recuerdan al Primer Estilo, pero éste comienza lentamente a ser sustituido elemento a elemento. Esta técnica consiste en resaltar elementos para hacerlos pasar por realidades tridimensionales -columnas, por ejemplo, dividiendo el espacio mural en zonas- y era un método muy utilizado por los romanos.
El Segundo Estilo mantuvo el uso de bloques de mármol. Los bloques se alineaban a lo largo de la base de la pared y el cuadro se creaba sobre yeso plano. Sin embargo, muchos cuadros de este estilo contenían ilusiones de escenas imaginarias. Los pintores querían dar la ilusión de que el espectador miraba a través de una ventana el paisaje representado. También añadían objetos que se ven habitualmente en la vida real, como jarrones y estanterías, junto con elementos que parecían sobresalir de la pared. Con este estilo se pretendía que el espectador tuviera la sensación de que las acciones del cuadro estaban ocurriendo a su alrededor.
Se caracteriza por el uso de la perspectiva relativa (no la perspectiva lineal precisa, ya que este estilo implica conceptos matemáticos y proporciones científicas como el del Renacimiento) para crear trampantojos en pinturas murales. Los elementos arquitectónicos pintados, como columnas jónicas o plataformas escénicas, empujaban el plano pictórico hacia el interior de la pared. Estas pinturas murales contrarrestaban el carácter claustrofóbico de las habitaciones pequeñas y sin ventanas de las casas romanas.
Las imágenes y los paisajes comenzaron a introducirse en el primer estilo hacia el año 90 a. C., y ganaron terreno a partir del 70 a. C., junto con motivos ilusionistas y arquitectónicos. La decoración debía dar la mayor impresión de profundidad posible. Aparecieron imitaciones de imágenes, primero en la parte superior, y después (a partir del 50 a. C.) en el fondo de los paisajes que servían de escenario a historias mitológicas, máscaras teatrales o decoraciones.
Durante el reinado de Augusto, el estilo evolucionó. Los falsos elementos arquitectónicos abrieron amplias extensiones con las que pintar composiciones artísticas. Se desarrolló una estructura inspirada en las escenografías, en la que un gran retablo central está flanqueado por otros dos más pequeños. En este estilo continuó la tendencia ilusionista, con una «ruptura» de los muros con elementos arquitectónicos pintados o escenas. Con el tiempo, los elementos paisajísticos llegaron a cubrir toda la pared, sin ningún dispositivo de enmarcado, de modo que al espectador le parecía estar contemplando una escena real desde una habitación. Básicamente, el Segundo Estilo, más desarrollado, era la antítesis del Primer Estilo. En lugar de encerrar y reforzar las paredes, el objetivo era romperlas para mostrar escenas de la naturaleza y el mundo exterior. Gran parte de la profundidad del Segundo Estilo procede del uso de la perspectiva aérea (atmosférica) que difuminaba la apariencia de los objetos más lejanos. Así, el primer plano es más bien preciso, mientras que el fondo es algo indistinto en púrpura, azul y gris.
De moda sobre todo a partir de los años 40 a. C., empezó a decaer en las últimas décadas antes de Cristo.

### Tercer Estilo: Ornamental

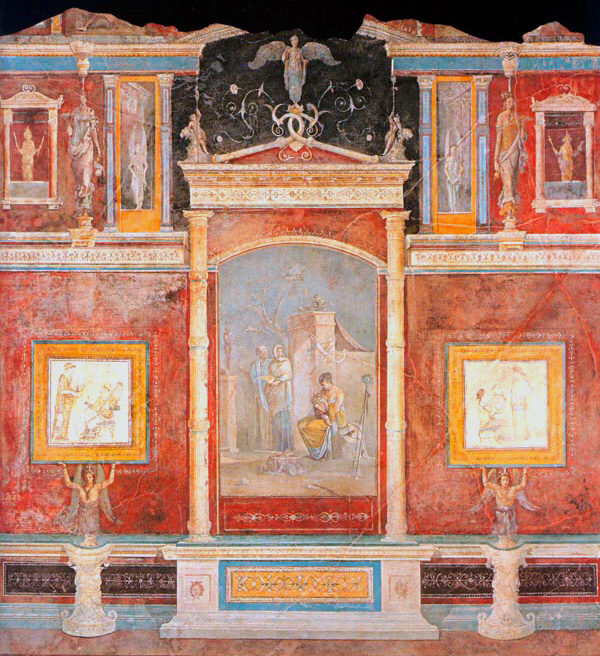
Fresco de Tercer Estilo, de la Casa della Farnesina en Trastevere

El Tercer Estilo, o estilo ornamental, se popularizó en torno al 20-10 a. C. como reacción a la austeridad del periodo anterior. Deja espacio para una decoración más figurativa y colorista, con un sentimiento general más ornamental, y a menudo presenta una gran delicadeza en la ejecución. Este estilo se caracteriza por su elegancia simplista.
Su principal característica era el abandono de los recursos ilusionistas, aunque éstos (junto con la representación figurativa) volvieron a introducirse más tarde en este estilo. Obedecía a estrictas reglas de simetría dictadas por el elemento central, dividiendo el muro en tres zonas horizontales y de tres a cinco verticales. Las zonas verticales se dividían mediante motivos geométricos o bases, o esbeltas columnas de follaje colgadas alrededor de candelabros. En este estilo concreto, la mayor parte del espacio de la pared se deja de color liso, sin ningún diseño. Cuando había diseños, solían ser pequeños cuadros lisos o escenas como un candelabro o apéndices estriados. En el fondo aparecían delicados motivos de aves o animales semifantásticos. A menudo se introducían plantas y animales característicamente egipcios, parte de la egiptomanía del arte romano tras la derrota de Cleopatra por Augusto y la anexión de Egipto en el año 30 a. C.
Estas pinturas estaban decoradas con delicadas fantasías lineales, predominantemente monocromáticas, que sustituyeron a los mundos tridimensionales del Segundo Estilo. También se incluyen en este estilo pinturas similares a la encontrada en el Cubículo 15 de la Villa de Agrippa Postumus en Boscotrecase (c. 10 a. C.). Se trata de un delicado marco arquitectónico sobre un fondo en blanco, monocromático, con sólo una pequeña escena situada en el centro, como un diminuto paisaje flotante. El negro, el rojo y el amarillo siguieron empleándose durante todo este periodo, pero el uso del verde y el azul se hizo más prominente que en estilos anteriores.
Se encontró en Roma hasta el año 40 d. C. y en la zona de Pompeya hasta el 60 d. C.

### Cuarto Estilo: Ilusionista

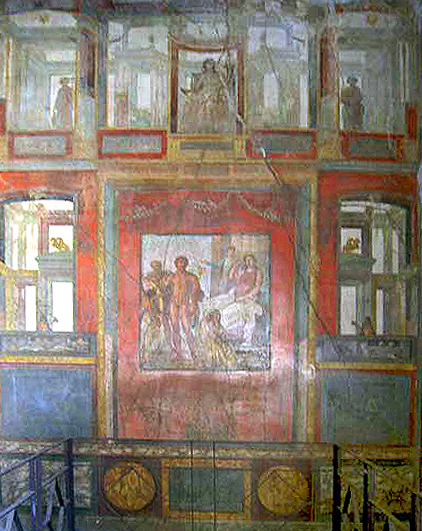
Fresco de Cuarto Estilo en la Casa de los Vettii

Caracterizado como una reacción barroca al manierismo del Tercer Estilo, el Cuarto Estilo (c. 60-79 d. C.) está generalmente menos ornamentado que su predecesor. Sin embargo, el estilo era mucho más complejo. Revive la pintura narrativa a gran escala y las vistas panorámicas, al tiempo que conserva los detalles arquitectónicos del Segundo y Primer Estilo. En la fase julio-claudia (c. 20-54 d. C.), domina una cualidad textil y los zarcillos parecen conectar todos los elementos de la pared. Los colores vuelven a ser cálidos y se emplean con provecho en la representación de escenas sacadas de la mitología, paisajes y otras imágenes.
Las pinturas parecían más recargadas y utilizaban la pared en su totalidad. La sensación general de las paredes solía formar un mosaico de cuadros enmarcados. Las zonas inferiores de estas paredes solían estar compuestas del Primer Estilo. También se utilizaban paneles con diseños florales. Un excelente ejemplo del Cuarto Estilo es la Sala Ixion de la Casa de los Vettii en Pompeya. Una de las mayores aportaciones que se observan en el Cuarto Estilo es el avance de las naturalezas muertas con espacio y luz intensos. El sombreado era muy importante en la naturaleza muerta romana. Este estilo no volvió a verse realmente hasta los siglo XVII y XVIII con la decoración holandesa e inglesa.

## Post-erupción
Los cuatro estilos de pintura mural se desarrollaron antes de la erupción del Vesubio en el año 79, que cubrió Pompeya de cenizas. La ciudad nunca volvió a ser ocupada, por lo que el desarrollo de la pintura estrictamente «pompeyana» llegó a su fin. En otros lugares, los mismos estilos se habían utilizado ampliamente en Italia y continuaron en uso, mientras que los estilos pictóricos romanos siguieron desarrollándose.